# Miwako Daira
Miwako Daira (jap. 大良 美波子, Daira Miwako; * 1966 in der Präfektur Tokio) ist eine japanische Drehbuchautorin und Krimiautorin. 

## Persönliches
Daira wurde 1966 in der Präfektur Tokio geboren. Sie hat ihren Abschluss an der philosophischen Fakultät der Aoyama-Gakuin-Universität gemacht und ist Mitglied in der Japanese Writers Guild.
1998 hatte sie ihr Debüt als Drehbuchautorin mit dem Fernseh-Dorama Bishōjo H. 2010 schrieb sie unter dem Pseudonym Kazune Miwa (美輪 和音, Miwa Kazune) die Kriminalgeschichte Gōyoku na Hitsuji und gewann damit beim 7. Mysteries! (ミステリーズ!, Misuterīzu!) den Preis für den Neuling des Jahres.

## Werke

### Filme
- 2004: The Call
- 2005: The Call 2
- 2006: The Call 3 – Final
- 2008: Tödlicher Anruf (Drehbuch der Vorlage)

### Fernseh-Dramen
- 1998: Bishōjo H (美少女H)
- 2000: Warui Onna „Shuffle“ (悪いオンナ「シャッフル」, Warui Onna „Shaffuru“)
- 2001: Food Fight Special (フードファイトスペシャル, Fūdo Faito Spesharu)
- 2003: Egao no Hōsoku (笑顔の法則)
- 2003: Shin Yonige Yahonpo (新・夜逃げ屋本舗)

### Roman
- 2010: Gōyoku na Hitsuji (強欲な羊)

## Auszeichnungen
- 2010: Preis für den Newcomer des Jahres (7. Mysteries!)